# 柳巴奇夫卡河
柳巴奇夫卡河（烏克蘭語：Любачівка），是東歐的河流，位於烏克蘭和波蘭，屬於桑河的右支流，發源自科季以西，河道全長88公里，流域面積1,129平方公里，支流有斯梅爾傑赫河和里布納河。